# Deep Rock Galactic: Survivor
Deep Rock Galactic: Survivor — відеогра в дочасному доступі від Funday Games. Це відгалуження стрілянки від першої особи Deep Rock Galactic, створене за подобою до автострілянки Vampire Survivors. Гравець керує дворфом, якому потрібно видобувати руду, відстрілюватися від навал ворогів, убивати босів наприкінці рівнів — усе це дозволяє поліпшувати рівень навичок і посилювати зброю. Funday Games почали розробляти гру після обговорення Vampire Survivors із генеральним директором Ghost Ship Games на події Gamescom у 2022 році. 14 лютого 2024 року гру випустили в дочасному доступі для Windows

## Запуск
Deep Rock Galactic: Survivor вийшла в дочасний доступ 14 лютого 2024 року, і за перший тиждень продано понад 500 000 копій. У дописі Steam під назвою «The Road Ahead» розробники подякували гравцям за цей успіх. Також вони окреслили майбутнє гри за допомогою дорожньої карти з детальним описом майбутніх оновлень. Deep Rock Galactic: Survivor отримала дуже позитивні відгуки в Steam, гравці хвалять її захопливий ігролад, знайомі елементи Deep Rock Galactic і добре зроблену систему поліпшень.

## Ігролад
Гравці керують дворфом-гірником, який вирушає в глибини процедурно згенерованої планети Гоксес IV. Ізометричний вигляд згори дозволяє гравцям орієнтуватися в середовищі та стратегічно вибирати собі місце в боротьбі проти навал дедалі складніших ворогів. Вороги лишають по собі дорогоцінні камені досвіду, які потрібно також збирати, щоби поліпшувати свій рівень. Щойно персонаж досягає нового рівня, гравець може вибрати один із кількох запропонованих варіантів поліпшень.
Гравці можуть вибирати з чотирьох знайомих з оригінальної гри класів гномів, кожен з яких пропонує унікальні стилі гри та здібності:
- Бурильник: використовує бури для копання тунелів і безпосереднього знищення ворогів.
- Інженер: розставляє автоматизовані турелі для оборонних стратегій.
- Розвідник: швидкий, використовує швидкострільну зброю та міни.
- Кулеметник: випускає град куль зі своєї мінігармати й уражає великі групи ворогів.

Кожен клас має унікальні шляхи оновлення, що дозволяє гравцям підлаштовувати свій стиль гри. Між проходженням рівнів гравці отримують доступ до крамниці поліпшень, де можуть придбати за ресурси додаткові поліпшення.
З набуттям досвіду та розвитком персонажів поліпшення стають сильнішими, щоби протистояти потужнішим ворогам.
Однією з головних особливостей Deep Rock Galactic: Survivor є система поліпшень. Гравець може збирати руду, артефакти та модулі розгону й використовувати їх для вдосконалення своєї зброї та здібностей. Кожен клас має 10 видів зброї на вибір, кожна з різними показниками й ефектами. Гравець також може розблокувати та використовувати модулі розгону, які є потужними модифікаціями зброї та здатні кардинально змінити показники зброї. Окрім того, гравець може придбати загальні поліпшення, які надають постійні переваги всім дворфам: збільшення здоров'я, боєприпасів, завдаваної шкоди, захисту, швидкості руху тощо.
У процесі забігів гравці зосереджуються на стратегічному знищенні ворогів і збиранні ресурсів, щоби здобути максимум золота, нітри, ресурсів, моркіту й досвіду.